# رايمون هيكي
رايمون هيكي (مواليد 3 يونيو 1954) (بالإنجليزية: Raymond Hickey)‏ لغوي أيرلندي متخصص في اللغة الأيرلندية-الإنجليزية (Hiberno-English)، وخاصة في العاصمة دبلن، ويعمل ضمن النموذج اللغوي الاجتماعي للتنوع اللغوي. عمل هيكي أيضًا على اللغة الأيرلندية، وبالتحديد علم الأصوات للغة الحديثة. بالنسبة لكل من الأيرلندية والإنجليزية في أيرلندا، قام بعمل ميداني واسع لأكثر من ثلاثة عقود.